# Puchar Polski w piłce nożnej (1955/1956)
Puchar Polski w piłce nożnej mężczyzn w sezonie 1955/1956 – 6. edycja rozgrywek, mających na celu wyłonienie zdobywcy Pucharu Polski. Zwycięzcą rozgrywek została Legia Warszawa, dla której był to drugi Puchar Polski w historii klubu. 
Mecz finałowy odbył się 23 czerwca 1956 na Stadionie Dziesięciolecia w Warszawie.

## Runda eliminacyjna
| Drużyna 1           | Wynik   | Drużyna 2                  |
| ------------------- | ------- | -------------------------- |
| Odra Opole          | 3:0     | Polonia Bydgoszcz          |
| Polonia Gdańsk      | 1:0     | Lech Poznań                |
| Tarnovia Tarnów     | 0:3     | Marymont Warszawa          |
| Lechia Zielona Góra | 1:12    | Gwardia Warszawa           |
| Wybrzeże Gdańsk     | 2:0     | Mazowsze Grójec            |
| Piast Gliwice       | 0:1     | Zawisza Bydgoszcz          |
| MKS Kluczbork       | 2:0 pd. | Kolejarz Łódź              |
| Hetman Zamość       | 4:2     | Nysa Kłodzko               |
| Hetman Białystok    | 1:0     | Polonia Leszno             |
| Pomorzanin Toruń    | 1:0     | Lechia Tomaszów Mazowiecki |
| Darzbór Szczecinek  | 3:4     | Calisia Kalisz             |
| Błękitni Kielce     | 0:1     | Polonia Bytom              |
| KS Chełmek          | 3:2 pd. | Lechia Gdańsk              |

## 1/16 finału
Do rywalizacji dołączyły zespoły z I ligi i górna część tabeli II ligi.
| Drużyna 1         | Wynik          | Drużyna 2                 |
| ----------------- | -------------- | ------------------------- |
| Wisła Kraków      | 3:1            | Cracovia                  |
| Naprzód Lipiny    | 2:3 pd.        | Ruch Chorzów              |
| Górnik Zabrze     | 3:1            | Górnik Radlin             |
| Gwardia Warszawa  | 1:3            | Legia Warszawa            |
| Polonia Bytom     | 3:0            | Szombierki Bytom          |
| Marymont Warszawa | 2:3 pd.        | Polonia Gdańsk            |
| KS Chełmek        | 3:2            | Zagłębie Sosnowiec        |
| MKS Kluczbork     | 3:1            | Granat Skarżysko-Kamienna |
| Wybrzeże Gdańsk   | 0:6            | Górnik Wałbrzych          |
| Zawisza Bydgoszcz | 3:1            | Stal Rzeszów              |
| Pomorzanin Toruń  | 6:1            | Stal Szczecin             |
| Hetman Zamość     | 8:2            | Sokół Ostróda             |
| Odra Opole        | 2:1 pd.        | Garbarnia Kraków          |
| Calisia Kalisz    | 2:1            | Wawel Kraków              |
| Hetman Białystok  | 1:0            | Gwardia II Warszawa       |
| AKS Chorzów       | 3:5 I mecz 3:0 | ŁKS Łódź                  |

## 1/8 finału
| Drużyna 1        | Wynik | Drużyna 2         |
| ---------------- | ----- | ----------------- |
| Górnik Zabrze    | 2:1   | Zawisza Bydgoszcz |
| Wisła Kraków     | 3:1   | MKS Kluczbork     |
| Polonia Bytom    | 4:0   | Hetman Białystok  |
| Odra Opole       | 4:3   | AKS Chorzów       |
| Calisia Kalisz   | 1:0   | Hetman Zamość     |
| Polonia Gdańsk   | 2:0   | Ruch Chorzów      |
| Legia Warszawa   | 2:1   | KS Chełmek        |
| Górnik Wałbrzych | 2:0   | Pomorzanin Toruń  |

## Ćwierćfinały
| Drużyna 1      | Wynik   | Drużyna 2        |
| -------------- | ------- | ---------------- |
| Legia Warszawa | 7:3     | Odra Opole       |
| Calisia Kalisz | 1:0     | Polonia Gdańsk   |
| Górnik Zabrze  | 5:0     | Górnik Wałbrzych |
| Wisła Kraków   | 4:2 pd. | Polonia Bytom    |

## Półfinały
| Drużyna 1      | Wynik   | Drużyna 2      |
| -------------- | ------- | -------------- |
| Legia Warszawa | 7:1     | Calisia Kalisz |
| Wisła Kraków   | 2:3 pd. | Górnik Zabrze  |

## Finał
Spotkanie finałowe odbyło się 23 czerwca 1956 na Stadionie Dziesięciolecia w Warszawie. Frekwencja na stadionie wyniosła 20 000 widzów. Mecz sędziował Julian Mytnik z Krakowa. Mecz zakończył się zwycięstwem Legii Warszawa 3:0. Bramki dla Legii zdobyli Edmund Kowal w 56. minucie, Lucjan Brychczy w 59. minucie oraz Marceli Strzykalski w 70. minucie z rzutu karnego. 
| 23 czerwca 1956 | Legia Warszawa · Kowal 56' · Brychczy 59' · Strzykalski 70' (k) | 3:00:0Raport | Górnik Zabrze | Stadion Dziesięciolecia, Warszawa Widzów: 20 000 Sędzia: Julian Mytnik (Kraków) |
|                 |                                                                 |              |               |                                                                                 |

| LEGIA WARSZAWA    |  |                     |
|                   |  |                     |
|                   |  |                     |
| BR                |  | Edward Szymkowiak   |
| OB                |  | Jerzy Jan Woźniak   |
| OB                |  | Henryk Grzybowski   |
| OB                |  | Horst Mahseli       |
| OB                |  | Marceli Strzykalski |
| PO                |  | Lucjan Brychczy     |
| PO                |  | Ernest Pohl         |
| PO                |  | Edmund Zientara     |
| NA                |  | Henryk Kempny       |
| NA                |  | Czesław Ciupa       |
| NA                |  | Edmund Kowal        |
| Trener:           |  |                     |
| Ryszard Koncewicz |  |                     |

| GÓRNIK ZABRZE    |  |                   |  |         |
|                  |  |                   |  |         |
| BR               |  | Józef Machnik     |  |         |
| OB               |  | Henryk Zimmermann |  |         |
| OB               |  | Antoni Franosz    |  |         |
| OB               |  | Henryk Hajduk     |  |         |
| OB               |  | Eryk Nowara       |  |         |
| PO               |  | Marian Olejnik    |  |         |
| PO               |  | Henryk Szalecki   |  |         |
| PO               |  | Manfred Fojcik    |  |         |
| NA               |  | Edward Jankowski  |  |         |
| NA               |  | Henryk Czech      |  |         |
| NA               |  | Ewald Wiśniowski  |  |         |
| Rezerwowi:       |  |                   |  |         |
| PO               |  | Ginter Gawlik     |  | Wejście |
| Trener:          |  |                   |  |         |
| Augustyn Dziwisz |  |                   |  |         |

| Puchar Polski (1955/56)    |
| -------------------------- |
| Legia Warszawa Drugi Tytuł |